# Parchi nazionali dell'Albania

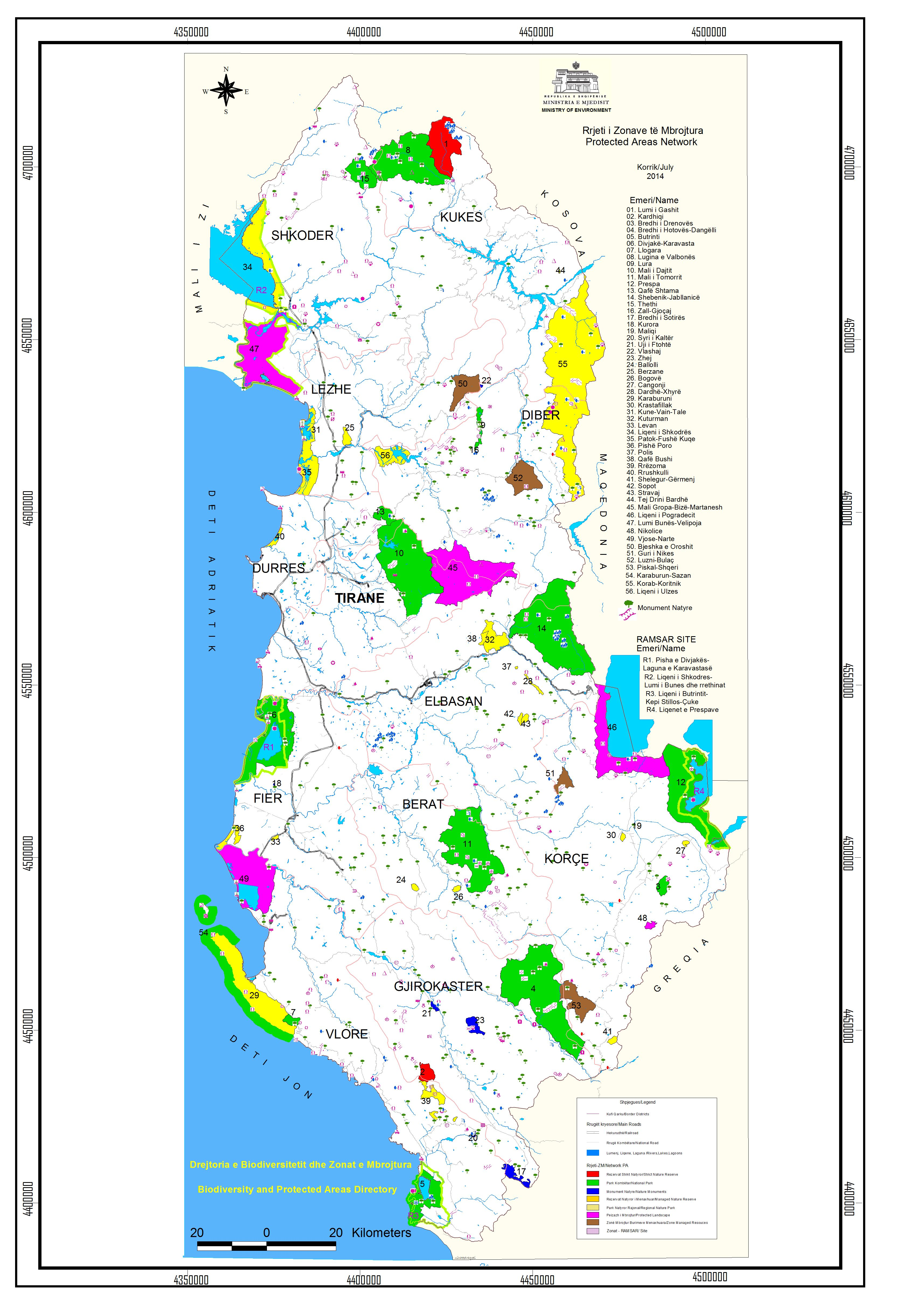
Parchi nazionali dell'Albania (in colore verde)

In Albania esistono 15 parchi nazionali, tutti dotati di indicazioni dei sentieri e centri d'informazione.

## Lista dei parchi nazionali
| Nome                                    | Immagine | Caratteristiche | Superficie | Anno di istituzione |
| --------------------------------------- | -------- | --- | ---------- | ------------------- |
| Parco nazionale di Butrinto             |          | Rovine dell'antica città greca e romana                                                                                        | 9.424 ha   | 2000                |
| Parco nazionale del monte Dajt          |          | Ponti ottomani, foreste di pini mediterranei, canyon, grotte e cascate                                                         | 29.384 ha  | 1966                |
| Parco nazionale di Divjakë-Karavasta    |          | Pini mediterranei e zona lagunare inclusa nell'elenco Ramsar                                                                   | 22.230 ha  | 2008                |
| Lurë (Lura)                             |          | Laghi glaciali circondati da faggi e pini neri europei                                                                         | 1.280 ha   | 1966                |
| Parco nazionale di Llogara              |          | Pini a forma di bandiera | 1.010 ha   | 1966                |
| Parco nazionale di Prespa               |          | Laghi tettonici nei Balcani | 27.750     | 1999                |
| Parco nazionale di Theth                |          | Parte delle Alpi Albanesi | 2.630 ha   | 1966                |
| Parco nazionale del monte Tomorri       |          | Vetta del monte Bektashi Tekke                                                                                                 | 24.723 ha  | 1996                |
| Parco nazionale della valle del Valbona |          | Parte delle Alpi Albanesi | 8.000 ha   | 1966                |
| Pineta di Hotova-Dangëlli               |          | Pineta di Hotova, sorgenti calde di Benja e canyon di Langarica                                                                | 34.361 ha  | 2008                |
| Parco nazionale della pineta di Drenova |          | Pineta di Drenova | 1.380 ha   | 1966                |
| Passo Shtamë                            |          | Pini mediterranei e fonti di acqua dolce                                                                                       | 2.000 ha   | 1996                |
| Parco nazionale di Shebenik-Jabllanica  |          | Prati alpini della cintura verde europea                                                                                       | 33.927 ha  | 2008                |
| Zall-Gjoçaj                             |          | | 140 ha     | 1996                |
| Karaburun-Saseno                        |          | Unico parco marino in Albania, comprende l'area che circonda per 1 miglio nautico la penisola di Karaburun e l'isola di Saseno | 12.428 ha  | 2010                |

## Parchi archeologici
- Amantia
- Antigonea
- Apollonia
- Byllis
- Hadrianopolis
- Koman
- Lissus
- Oricum
- Phoenice
- Shkodra

## Parchi regionali
- Nikaj-Mertur
- valbona